# Tricholosporum porphyrophyllum
Tricholosporum porphyrophyllum är en svampart som först beskrevs av Sanshi Imai, och fick sitt nu gällande namn av Guzmán ex T.J. Baroni 1982. Tricholosporum porphyrophyllum ingår i släktet Tricholosporum och familjen Tricholomataceae.   Inga underarter finns listade i Catalogue of Life.

## Bildgalleri

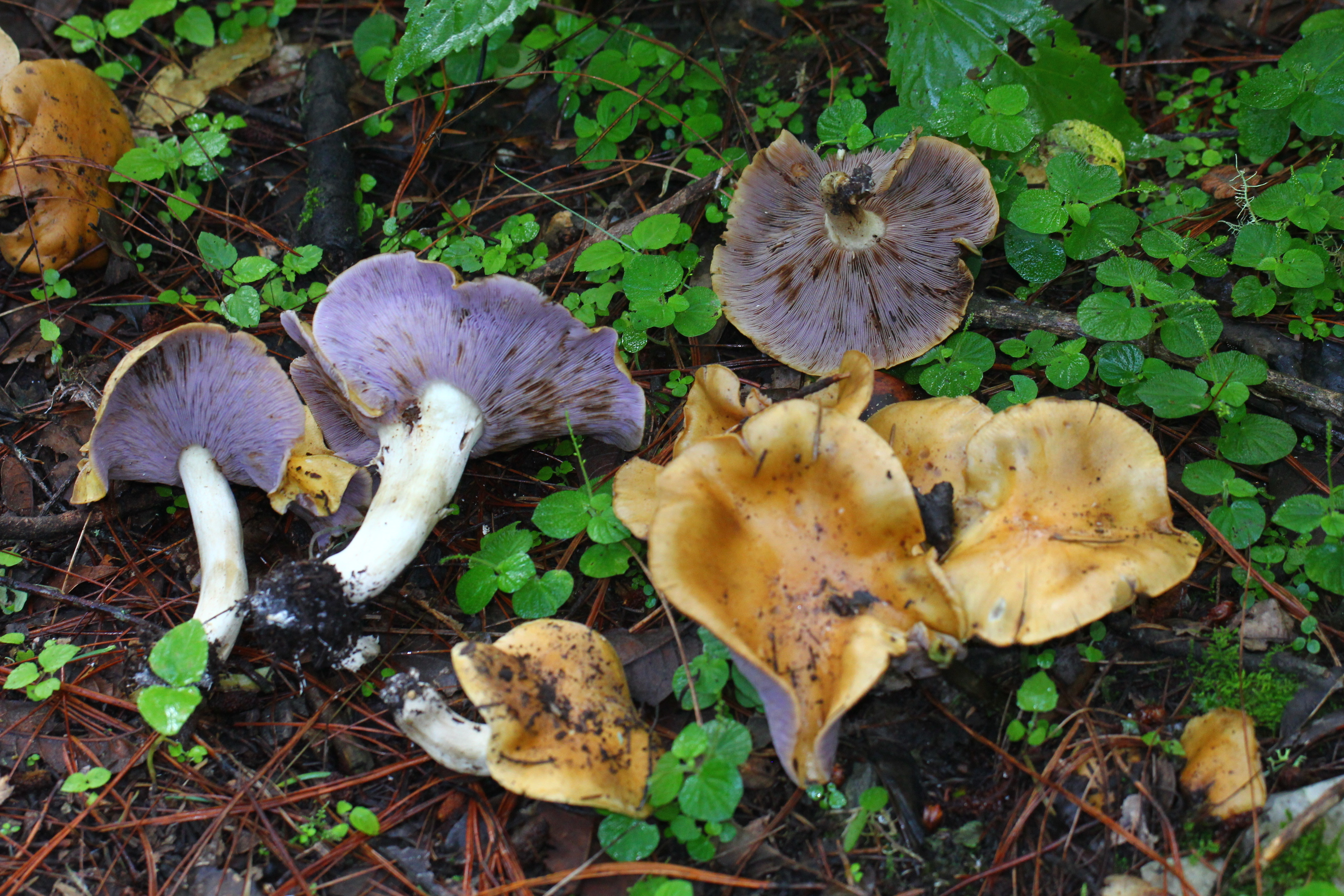